# Elygea hybrida
Elygea hybrida är en fjärilsart som beskrevs av Fabricius 1775. Elygea hybrida ingår i släktet Elygea och familjen nattflyn. Inga underarter finns listade i Catalogue of Life.